# Chen Taijiquan

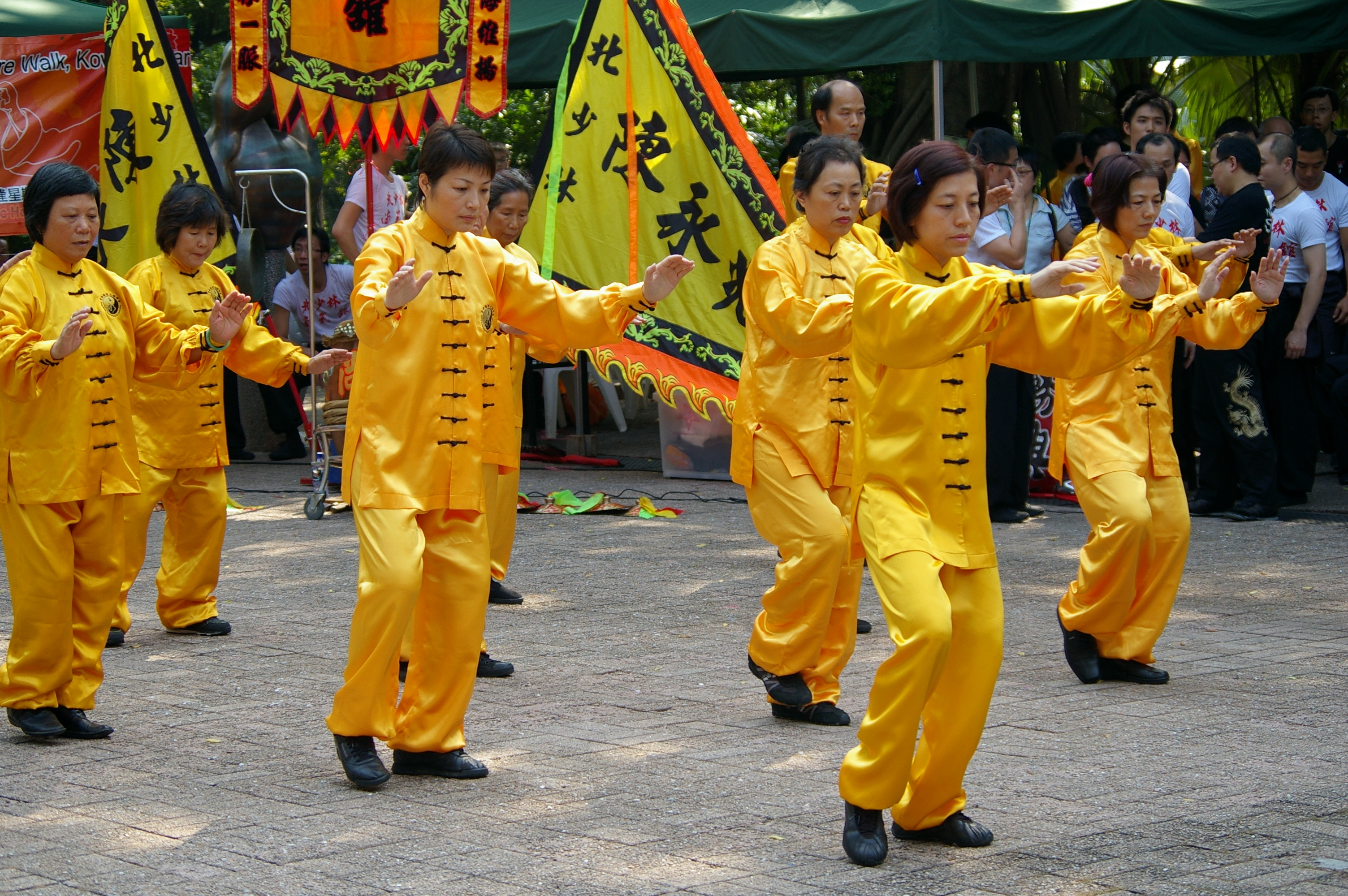
Exposición del Taichí con estilo Chen en la Esquina Kung Fu en el Parque Kowloon, Hong Kong

El Estilo Chen (Chino tradicional: 陳式; Chino simplificado: 陈式; Pinyin: Chénshì) de Taijiquan toma su nombre de la familia Chen, originaria de Chenjiagou (陳家溝), pueblo situado en el distrito de Wen (溫縣) de la provincia china de Henan.
Según algunas teorías es el estilo más antiguo de taijiquan. Destaca por sus posturas bajas y porque el trabajo marcial es más visible que en otros estilos, haciendo un marcado uso del fajin (发劲, 發勁, fājìng), o "exteriorización de la energía". Combina movimientos lentos y cortos con estallidos de energía y no es raro realizar las formas a gran velocidad. Además de las formas de mano vacía también utiliza armas, como el palo, el sable o dao, la espada o jian, la lanza o qiang y la alabarda o guan dao. 

## Historia
El estilo Chen está documentado desde el siglo XVII. Sin embargo, existen varias teorías sobre su origen.
Para unos fue creado por Chen Wangting (1600-1680), novena generación de la familia, que desde 1641 era el encargado de la guarnición de Chenjiagou. Allí habría creado un estilo basándose en dieciséis estilos anteriores de artes marciales descritos por el general de la dinastía Ming Qi Jiguang (戚继光, 戚繼光, Qī Jìguāng ) en el Jixiaoxinshu (纪效新书, 紀效新書, jìxiào xīnshū, "Nuevo Libro sobre la eficacia de las artes marciales").
Sin embargo, otra teoría sostiene que fue aprendido por Jiang Fa (蔣發 Jiǎng Fā, nacido en 1574) en la provincia de Shanxi y que luego lo llevó a su ciudad natal de Xiaolu, también en el distrito de Wen, donde lo aprendería Chen Wangting. También se dice que Jiang fa era un monje venido de las montañas de Wudang, origen, según otras teorías, del taijiquan (aunque otros afirman que el tajiquan practicado en Wudang es un estilo más reciente creado a partir de los cinco estilos más conocidos en la actualidad).
Otra teoría dice que un alumno de Zhang Sanfeng, llamado Wang Zongyue (王宗岳), enseñó el arte marcial que con el tiempo se llamaría taijiquan a la familia Chen (aunque otros dicen que fue él el que lo aprendió de los Chen).
Sea como fuere, el taijiquan asimiló la esencia de otros estilos tradicionales de lucha incorporándoles las teorías tradicionales filosóficas y de cultivo de la salud como la circulación del qi (energía interna), la teoría del taiji, del yin y yang o de los cinco elementos. A este respecto, uno de los poemas de Chen Wangting hace referencia a que el Huang Ting Jing es su "constante compañero". El Huang Ting Jing (黃庭經, 黄庭经, Huángtíng jīng, Clásico de la Corte Amarilla) es un libro clásico taoísta sobre el uso de los ejercicios respiratorios para conservar y mejorar la salud.
El estilo fue popularizado desde principios del siglo XX gracias a Chen Fake (陳發科, 陈发科, Chén Fākē, Ch'en Fa-k'e，1887-1957), que se trasladó a Pekín y fundó una academia.

## Variantes
Hoy en día se practican diversas líneas del estilo Chen:
- Chen de Chenjiagou. Es el estilo que se enseñaba en Chenjiagou y que se remonta a Chen Changxing. Está dividida en dos partes: Yilu (一路), "Primer Camino", y Erlu (二路), "Segundo camino". En la forma Yilu, también conocida como Zhangquan (长拳), o "Puño Largo", el movimiento se origina en la cintura y desde ahí llega a las extremidades. En la forma Erlu, también conocida como Paochui (炮锤), o "Puño cañón", el movimiento se origina en los brazos. Se diferencia entre las formas anteriores a Chen Fake, a las que llaman Laojia (老架) o "Vieja estructura", y las desarrolladas por Chen Fake, a las que denominan Xinjia (新架) o Nueva Estructura.
- Chen de Pekín[1]. Esta línea fue desarrollada por Chen Fake. Motivado por su propia experiencia y su relación personal con maestros de otras artes marciales y de alquimia interna taoísta (a destacar el maestro taoísta y médico Hu Yaozhen), fue desarrollando variaciones en el estilo. Cuando a finales de los años 70 esta nueva forma de practicar llegó a Chenjiagou, desde la aldea comenzaron a denominarla Xinjia (新架) o Nueva Estructura. Todos los discípulos de Chen Fake, incluyendo Chen Zhaokui (hijo y discípulo de Chen Fake), rechazaron esta distinción, impulsaron la creación de la Asociación de Taichi estilo Chen de Pekín y, aunque la transmisión del linaje del estilo Chen había continuado, se decidió reconocer como la 1.ª generación de esta línea al maestro Chen Fake.
- Xiaojia (小架), o "Pequeña Estructura".
- Xinyi Hunyuan, estilo creado por el maestro Feng Zhiqiang.

## Origen de la diferenciación entreLaojiayXinjia
Chen Fake, ya establecido en Pekín, realizó variaciones sobre las formas de Yilu y Erlu que él practicaba en Chenjiagou: aumentó el número de movimientos, los hizo más pequeños, con un mayor uso del chansijing o "energía de desenrollar seda", añadió muchos repliegues, haciendo énfasis también en movimientos de qinna o agarres, palancas y luxaciones a las articulaciones, entre otras cosas. Los alumnos y discípulos de Chen Fake aprendieron, practicaron y, posteriormente, enseñaron estas variaciones realizadas por su maestro.
Cuando este nuevo estilo llegó a Chenjiagou y comenzó a enseñarse allí a través de Chen Zhaokui, desde la aldea comenzaron a hacer la diferenciación entre las formas heredadas de Chen Zhaopi y las enseñadas por Chen Fake en Pekín, llamando Laojia a las primeras y Xinjia a las segundas. Los discípulos de Chen Fake, sin embargo, prefirieron no hacer ese tipo de distinción, puesto que ellos enseñaban las enseñanzas transmitidas por su maestro; por este motivo Tian Xiuchen propuso comenzar a hablar del Chen de Pekín, diferenciándose de este modo del Chen de Chenjiagou y reconociendo como la 1.ª generación a su maestro.
La 2.ª generación del estilo Chen de Pekín estuvo formada por sus 8 discípulos: Tian Xiuchen, Lei Muni, Li Jongyin, Hong Junsheng, Li Jingwu, Xao Qingling, Feng Zhiqian y Chen Zhaokui (hijo de Chen Fake), que continuaron transmitiendo las enseñanzas de su maestro hasta nuestros días.
A día de hoy, aunque con algunas similitudes, se pueden apreciar muchas diferencias entre el estilo "Xinjia de Chenjiagou" y el "Chen de Pekín" heredado por los discípulos de Chen Fake.